# Fresnes-en-Tardenois
Fresnes-en-Tardenois è un comune francese di 259 abitanti situato nel dipartimento dell'Aisne della regione dell'Alta Francia.

## Società

### Evoluzione demografica
Abitanti censiti